# Fiona Scott Morton

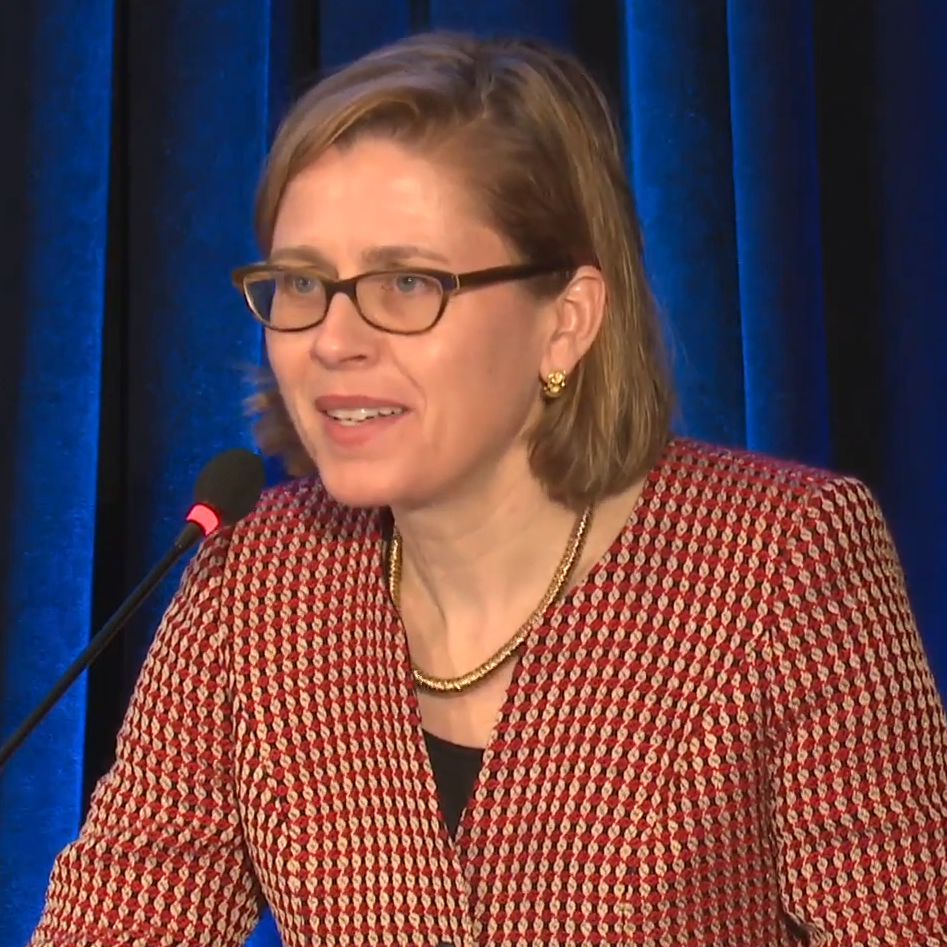
Fiona Scott Morton, 2018

Fiona M. Scott Morton (* 20. Februar 1967) ist eine amerikanische Wirtschaftswissenschaftlerin und Professorin an der Yale School of Management. Ihre Forschung im Bereich der Industrieökonomik umfasst Branchen wie Zeitschriften, Güterverkehr, die Pharmaindustrie und den elektronischen Handel. Scott Morton ist außerdem als Beraterin zum Thema Wettbewerb bei der Wirtschaftsberatungsfirma CRA International tätig.
Von 2007 bis 2010 war sie stellvertretende Dekanin der Yale School of Management.
Von 2011 bis 2012 war Scott Morton stellvertretende Leiterin der Abteilung für Kartellrecht des Justizministeriums der Vereinigten Staaten mit dem Aufgabengebiet der Wirtschaftsanalyse.
Im Juli 2023 löste die Ernennung der Amerikanerin Scott Morton zur Chefvolkswirtin der Generaldirektion Wettbewerb der Europäischen Kommission einen Aufschrei im Europäischen Parlament und in Frankreich aus, wo führende Politiker im Namen der Verteidigung der europäischen Interessen negativ reagierten. Scott Morton zog sich daraufhin von dem Posten zurück.

## Kindheit und Studium
Scott Morton wuchs in Lexington (Massachusetts) auf. Sie verbrachte ein Auslandsjahr am Clare College in Cambridge während ihres Studiums der Wirtschaftswissenschaften und schloss 1989 in Yale mit einem Bachelor of Arts magna cum laude ab. Sie promovierte 1994 am Massachusetts Institute of Technology (MIT) in Wirtschaftswissenschaften.

## Karriere

### Frühe Karriere
Scott Mortons arbeitete drei Jahre lang an der Stanford Graduate School of Business, bevor sie an die Chicago Graduate School of Business wechselte. Im Jahr 1999 wurde sie außerordentliche Professorin an der Yale School of Management, wo sie seither unterrichtet. Im Jahr 2003 wurde sie zur ordentlichen Professorin befördert, war stellvertretende Dekanin (2007 – 2010) und wurde dreimal mit dem Elective Teaching Award der Alumni-Vereinigung der Yale School of Management ausgezeichnet.

### Justizministerium
Im Mai 2011 ließ sich Scott Morton von Yale beurlauben, um stellvertretende Generalstaatsanwältin für Wirtschaftsanalyse in der Kartellabteilung des Justizministeriums der Vereinigten Staaten zu werden. Sie leitete ein Team von Wirtschaftswissenschaftlern, die Fusionen untersuchten, Monopolisierungsfälle analysierten und wettbewerbspolitische Arbeiten durchführten. In dieser Zeit blockierte die Kartellabteilung die Fusion zwischen H&R Block und TaxAct sowie AT&T und T-Mobile und der Fall Apple-eBooks wurde eingeleitet.

### Abweichung von der Chicagoer Schule
Die Ansichten von Fiona Scott Morton weichen von den Annahmen ab, die von der Chicagoer Schule des Kartellrechts aufgestellt wurden.
Die Chicagoer Schule legt großen Wert auf die Fähigkeit von Marktteilnehmern, einen etablierten Marktteilnehmer zu stürzen, unabhängig von Marktzutrittsschranken, Größenvorteilen, Netzwerkeffekten usw. Die Chicagoer Schule geht davon aus, dass die Marktteilnehmer in der Lage sind, die Marktmacht zu übernehmen. Ebenso ist eine Regulierung bei Fusionen selten notwendig, weil man davon ausgeht, dass sie große Effizienzgewinne bringen. Dagegen weist Scott Morton darauf hin, dass selbst sehr einfache Wettbewerbsmodelle den Anreiz für Monopole veranschaulichen, sich zu etablieren und verwurzelt zu bleiben, wenn es keine Regulierung gibt. Damit der Kapitalismus funktioniert und den regelmäßigen Verbrauchern zugutekommt, müssen ihrer Meinung nach Regeln vorhanden sein.

### Forschung
Scott Mortons Papier „Strategic Patent Acquisitions“ aus dem Jahr 2014 erklärt, dass Standardisierungsorganisationen (technische Gremien, die zusammenkommen, um Standards wie 4G festzulegen), wenn sie die Ausübung von Marktmacht durch die standardessentiellen Patente (SEPs) zulassen, effektiv ein wettbewerbswidriges Kartell darstellen, das durch die Durchsetzung des Kartellrechts geahndet werden könnte.
Im Jahr 2017 erläuterten Scott Morton und Zachary Abrahamson in ihrem Artikel „A Unifying Analytical Framework for Loyalty Rebates“, dass Treuerabatte und Preisnachlässe möglicherweise gegen die Kartellgesetze verstoßen. Die Autoren entwickelten eine Kennzahl namens „effective entrant burden“, mit der gemessen werden kann, inwieweit ein Unternehmen seine nicht anfechtbaren Vermögenswerte zu einem wettbewerbswidrigen Ausschluss nutzt.
Im Jahr 2018 verfassten Scott Morton und Jonathan B. Baker einen Artikel mit dem Titel „The Antitrust Case Against Platform MFNs“, in dem sie das Meistbegünstigungsprinzip auf E-Commerce-Plattformen als ein Thema mit potenzieller kartellrechtlicher Durchsetzung aufgriffen. Die Plattform verlangt von den gewerblichen Nutzern in ihrem Netzwerk, dass sie ihre Produkte oder Dienstleistungen auf ihren eigenen Websites oder auf anderen Plattformen nicht zu niedrigeren Preisen anbieten. Die Autoren zeigen, dass diese Vereinbarungen zu höheren Preisen führen und den Markteintritt blockieren, und argumentieren, dass das Sherman-Gesetz durchaus genutzt werden könnte, um sie anzufechten.
2018 haben Scott Morton und Herbert Hovenkamp einen Beitrag mit dem Titel „Horizontal Shareholding and Antitrust Policy“ verfasst. Sie argumentieren, dass große institutionelle Investoren, die Anteile an direkten Wettbewerbern halten, ein Wettbewerbsproblem darstellen. Eine solche „horizontale Beteiligung“ kann den Wettbewerb beeinträchtigen, weil derselbe Eigentümer von z. B. Coca-Cola und Pepsi von höheren Preisen auf dem Markt profitieren würde.
2019 schrieben Scott Morton, Shapiro und Giulio Federico einen Artikel mit dem Titel „Antitrust and Innovation: Welcoming and Protecting Disruption“, in dem sie die Bedeutung des Innovationswettbewerbs erörtern. Ohne den Anreiz, ein großartiges Produkt anzubieten, um Marktanteile gegenüber einem Konkurrenten zu gewinnen, gehen die Innovationsbemühungen zurück.
Im selben Jahr verfassten Scott Morton und ihre Mitautoren Jonathan Baker, Nancy Rose und Steve Salop einen Artikel mit dem Titel „Five Principles for Vertical Merger Enforcement Policy“.

### Arbeit im Stigler-Ausschuss für digitale Plattformen
2019 war Scott Morton Vorsitzende des Unterausschusses für Marktstruktur und Kartellrecht des Stigler-Ausschusses für digitale Plattformen an der University of Chicago. Dieser Unterausschuss legte die wirtschaftlichen Merkmale digitaler Plattformen dar und zeichnete die daraus resultierenden Wettbewerbsprobleme nach. Der Bericht zeigt die Notwendigkeit einer verstärkten kartellrechtlichen Durchsetzung und einer ergänzenden Regulierung digitaler Plattformen.

### Thurman-Arnold-Projekt
2019 übernahm Scott Morton die Leitung des Thurman-Arnold-Projekts. Die Studenten teilten sich in fünf Gruppen auf (Amazon, Apple, Facebook, Google Search und Google Ad Tech), untersuchten die Handlungen der einzelnen Unternehmen und argumentierten, inwiefern diese Handlungen gegen die Kartellgesetze verstoßen könnten. In den folgenden Jahren konzentrierte sich das Projekt auf die Wettbewerbspolitik in den Bereichen Landwirtschaft, Arbeit und Finanzen (2020–2021), Regulierung digitaler Plattformen (2021–2022) und Kartellrecht und Marktrealitäten (2022–2023).

### Offener Brief an den Justizausschuss des Repräsentantenhauses
Am 30. April 2020 verfassten Scott Morton und weitere Wirtschaftswissenschaftler einen offenen Brief an den Justizausschuss des Repräsentantenhauses, in dem sie die rechtlichen Entwicklungen darlegten, die den Erfolg von Kartellklägern sowohl bei Fusionsanfechtungen als auch bei Behinderungsmissbrauch einschränken. In dem Schreiben wird der Kongress aufgefordert, eine umfassende Kartellrechtsreform in den Vereinigten Staaten durchzuführen.

### Empfehlungen für Kartellverfahren
Im Frühjahr 2020 verfassten Scott Morton und David Dinielli drei Artikel, die sich auf öffentliche Informationen und Fakten stützten, die von der britischen Wettbewerbs- und Marktaufsichtsbehörde veröffentlicht wurden. In diesen Artikeln wurde erläutert, welche wirtschaftlichen Aspekte dem Verhalten von Facebook, Google Search und Google ad tech zugrunde liegen und wie dieses Verhalten in die bestehende Kartellrechtsprechung passt. In den Artikeln wird argumentiert, dass in jedem dieser drei Fälle ein tragfähiges Kartellverfahren nach geltendem Recht eingeleitet werden könnte.

### Reform der Leitlinien für horizontale Fusionen
Eine Sonderausgabe der Review of Industrial Organization aus dem Jahr 2021 widmete sich der Untersuchung von Änderungen an den Leitlinien für horizontale Fusionen, die vom US-Justizministerium und der Federal Trade Commission am 19. August 2010 eingeführt wurden. In dieser Ausgabe haben Scott Morton und Steven Salop einen Artikel mit dem Titel „The 2010 HMGs After Ten Years: Where Do We Go From Here?“ veröffentlicht. Sie warnen vor den Problemen, die sich aus Fusionen ergeben, die einen Bruttoaufwärtspreisdruckindex (Gross Upward Pricing Pressure Index, GUPPI) von mehr als 10 % erzeugen, und schlugen vor, die in den Leitlinien von 2010 vorgenommene Anhebung der Schwellenwerte für den Herfindahl-Index rückgängig zu machen. Darüber hinaus sprachen sie sich für eine Ausweitung der Analyse des potenziellen Wettbewerbs aus, um eine strengere Haltung gegenüber Fusionen zwischen Unternehmen einzunehmen, die zu einem späteren Zeitpunkt miteinander konkurrieren könnten.

### Plattform-Annexion
Im Jahr 2021 verfassten Scott Morton und Susan Athey ein Papier mit dem Titel „Platform Annexation“. Das Papier veranschaulichte eine Reihe von Strategien, die digitale Plattformen anwenden, um konkurrierende Unternehmen zu benachteiligen, vor allem, indem sie die Kosten der Konkurrenten erhöhen.

### Regulierung des digitalen Marktes
Im März 2023 versammelte die Universität Yale zahlreiche Wirtschaftswissenschaftler, darunter den Nobelpreisträger Jean Tirole, die Chefökonomin der Kartellabteilung des US-Justizministeriums Susan Athey, Mark Armstrong (University College London), Jacques Cremer (Toulouse School of Economics) und Joshua Gans (University of Toronto) anlässlich der Konferenz „Regulating the Digital Economy“. Scott Morton leitete die Konferenz gemeinsam mit ihren Yale-Kollegen Dirk Bergemann und Katja Seim.

## Kontroverse über nicht offengelegte Interessenkonflikte

### Beratung des US-Repräsentantenhauses und Thurman-Arnold-Projekt
Scott Morton beriet den Justizausschuss des US-Repräsentantenhauses bei seiner Untersuchung von Tech-Giganten im Jahr 2019. Sie hat an Berichten mitgewirkt, in denen Facebook und Google kritisiert wurden, und dabei verschwiegen, dass Apple und Amazon ihre Kunden waren.
Zum Zeitpunkt der Enthüllungen über die nicht offengelegten Interessenkonflikte leitete Scott Morton das Thurman-Arnold-Projekt an der Yale University. Im Zuge dieser Enthüllungen traten zwei Mitarbeiter des Projektes, Sanjukta Paul und Stacy Mitchell, zurück. Die Rechtsprofessorin und Monopolkritikerin Zephyr Teachout forderte den Rücktritt von Scott Morton als Leiterin des Thurman-Arnold-Projektes. Scott Morton ist nicht zurückgetreten und blieb Projektleiterin.

### Ernennung und späterer Verzicht auf den Posten der Chefvolkswirtin der Europäischen Kommission
Im Juli 2023 wurde Scott Morton zur Chefvolkswirtin der Generaldirektion Wettbewerb der Europäischen Kommission mit Unterstützung der Kommissarin für Wettbewerb Margrethe Vestager ernannt und sollte ihr Amt am 1. September 2023 antreten. Aufgrund ihrer amerikanischen Staatsbürgerschaft und ihrer Verbindungen zu den GAFAMs haben die Fraktionen von Renew Europe, der Europäischen Volkspartei, der Progressiven Allianz der Sozialisten und Demokraten und der Grünen/Europäischen Freien Allianz sowie die französischen Minister Catherine Colonna und Jean-Noël Barrot gefordert, dass die Kommission die Ernennung überdenkt. Scott Morton zog sich daraufhin von dem Posten zurück.